# La Nappe rose
La Nappe rose est un tableau réalisé par le peintre français Henri Matisse vers 1924-1925. Cette huile sur toile est une nature morte qui représente un compotier blanc, un vase d'anémones et différents fruits posés sur une table à la nappe rose. Léguée par William McInnes en 1944, l'œuvre est conservée au Kelvingrove Art Gallery and Museum, à Glasgow, au Royaume-Uni.